# 330-е годы
330-е (три́ста тридца́тые) го́ды по юлианскому календарю — промежуток времени с 1 января 330 года по 31 декабря 339 года, включающий 330 год 3-го десятилетия   и с 331 по 339 годы    4-го десятилетия IV века 1-го тысячелетия.  Они закончились 1686 лет назад.

## Важнейшие события
- Нехристиан начали подвергать преследованиям как язычников, языческие храмы закрывают или изменяют в христианские.
- Власть в Римской империи разделена между тремя императорами (337).
- Новый период Римско-персидских войн (337—350) начинает Персия при правлении Шапура II (309—379)[1].

## Культура
- Введение христианства в Картли (330 — 340-е годы).

## Государственные деятели
- Константин I Великий — император (324—337).
- Констанций II — император-соправитель восточной части Римской империи (337—361).
- Констант — император-соправитель центральной части Римской империи (337—350).
- Константин II — император-соправитель западной части Римской империи (337—340).
- Хосров III Котак — царь Армении (330—339).